# فزر أبيض
فزر أبيض (الاسم العلمي:Sideritis candicans) هو نوع من النباتات يتبع جنس الفزر من الفصيلة الشفوية.